# Club Deportivo Tudelano
Maillots
Actualités
Le Club Deportivo Tudelano est un club de football espagnol basé à Tudela en Navarre.

## Histoire
| \| Tudela \| Emplacement de Tudela, en Espagne. |
| Tudela                                          |

Le club évolue en Segunda División B (troisième division) de 1991 à 1996, puis à compter de l'année 2012.
Lors de la saison 2015-2016, le club se classe troisième de son groupe.

## Grands joueurs
- Chema
- Unai García
- Quique Martín
- Rúper
- Eleutério Santos
- Ion Vélez